# Trastorn funcional
Un trastorn funcional és una condició mèdica que perjudica el funcionament normal dels processos corporals, que roman sense detectar-se sota examen, dissecció o fins i tot sota un microscopi. Exteriorment, no hi ha aparença d'anormalitat. Això contrasta amb els trastorns estructurals (en què es pot veure que alguna part del cos és anormal) o els trastorns psicosomàtics (en què els símptomes són causats per factors psicològics o psiquiàtrics). Les definicions varien entre els diferents camps de la medicina.
En general, el mecanisme que causa un trastorn funcional és desconegut, parcialment comprès o, de vegades, poc important per als efectes del tractament. Sovint es creu que el cervell o els nervis hi estan implicats. És habitual que una persona amb un trastorn funcional en tingui d'altres.

## Estatus
Que una determinada condició mèdica sigui considerada un "trastorn funcional" depèn en part de l'estat del coneixement que hom en té. Algunes malalties, com l'epilèpsia, l'esquizofrènia i la migranya, es consideraven abans trastorns funcionals, però actualment ja no es classifiquen d'aquesta manera.

## Examples
- Síndrome de l'intestí irritable
- Fibromiàlgia
- Dolor pelviana crònica
- Síndrome de vòmit cíclic
- Cistitis intersticial
- Dolor en l'articulació temporomandibular